# Palesztina a 2011-es úszó-világbajnokságon
Palesztina a 2011-es úszó-világbajnokságon három úszóval vett részt.

## Úszás
Férfi
| Versenyző    | Esemény                      | Selejtező | Selejtező | Elődöntő          | Elődöntő          | Döntő             | Döntő             |
| Versenyző    | Esemény                      | Idő       | Helyezés  | Idő               | Helyezés          | Idő               | Helyezés          |
| ------------ | ---------------------------- | --------- | --------- | ----------------- | ----------------- | ----------------- | ----------------- |
| Tawil Majd   | Férfi 50 méteres gyorsúszás  | 26.65     | 79        | Nem jutott tovább | Nem jutott tovább | Nem jutott tovább | Nem jutott tovább |
| Gebrel Ahmed | Férfi 200 méteres gyorsúszás | 2:02.27   | 56        | Nem jutott tovább | Nem jutott tovább | Nem jutott tovább | Nem jutott tovább |
| Gebrel Ahmed | Férfi 400 méteres gyorsúszás | 4:18.40   | 44        |                   |                   | Nem jutott tovább | Nem jutott tovább |

Női
| Versenyző      | Esemény                      | Selejtező | Selejtező | Elődöntő          | Elődöntő          | Döntő             | Döntő             |
| Versenyző      | Esemény                      | Idő       | Helyezés  | Idő               | Helyezés          | Idő               | Helyezés          |
| -------------- | ---------------------------- | --------- | --------- | ----------------- | ----------------- | ----------------- | ----------------- |
| Hazboun Sabine | Női 50 méteres gyorsúszás    | 29.16     | 56        | Nem jutott tovább | Nem jutott tovább | Nem jutott tovább | Nem jutott tovább |
| Hazboun Sabine | Női 50 méteres pillangóúszás | 31.12     | 41        | Nem jutott tovább | Nem jutott tovább | Nem jutott tovább | Nem jutott tovább |